# Pat Robitaille
Pat Robitaille, né le 15 mars 1986 à Windsor, est un musicien folk rock canadien.

## Biographie

### Jeunesse
Robitaille naît et grandit à Windsor (Ontario), au Canada. Il grandit en écoutant la musique soul et gospel Motown de la région limitrophe de Detroit, dans le Michigan.
Il reçoit sa première guitare à l'âge de 11 ans. Bien qu'il soit sur le point d'obtenir son diplôme, il quitte le lycée à 16 ans pour se concentrer sur sa carrière musicale.

### Carrière
Robitaille sort indépendamment quatre albums complets et plusieurs EP. L'un de ses vidéoclips atteint la première place du compte à rebours du Top 10 quotidien de MuchMoreMusic. Il joue des centaines de spectacles, notamment au Festival folklorique Mariposa et au Hillside Festival.
Son premier disque se vend à environ 10 000 exemplaires. Il sort son deuxième album, Summer of Love, en 2007. Le critique du Windsor Star le qualifie de « talent brut en devenir » et écrit : « à la base de chaque chanson se trouve un gars et sa guitare, et Robitaille a la voix enfumée et le sens de la mélodie pour retenir votre attention ».
En septembre 2008, il sort Two Forty Eight (le titre vient de l'adresse de son domicile) avec un fort consensus en faveur des critiques positives. Il a enregistré l'album chez lui, en utilisant GarageBand.
Son album Change sort en septembre 2010. Le magazine Exclaim! le décrit comme « un recueil de chansons bien conçu, quoique mal exécuté, mettant en vedette un homme à la voix d'or ».
Robitaille prend une pause dans sa carrière solo en 2012 et retourne dans sa ville natale de Windsor, en Ontario. Il y forme le groupe The Walkervilles (du nom d'un quartier de Windsor) avec des membres du groupe folk Michou. Les Walkervilles comprennent Robitaille au chant et à la guitare, Mike Hargreaves à la basse et Stefan Cvetkovic à la batterie.

## Discographie

### Albums
- Acoustic EP (21 mars 2006)
- Summer of Love (5 juin 2007)
- Two Forty Eight (septembre 2008)
- Change (septembre 2010)